# Плетарка
Плетарката (или плетена̀рка) е вид постройка, изградена от плетени и измазани пръти.
Измазват се със смес, подобна на кирпичената – от кал, глина, слама, пясък и животински изпражнения. Компонентите и пропорциите на сместа силно варират. На много места по света и днес продължава да се използва такова строителство. В развитите държави е изместено от модерно строителство, но редица движения се стремят да възвърнат и популяризират подобни техники като форма на по-екологично строителство.